# 土木事業
土木事業（どぼくじぎょう、英語: civil engineering）とは、建設事業のうち、建築事業以外の事業の呼称。
都市計画事業・都市建設事業のうち、土木分野の事業もいう。また、建設業の事業内容、ゼネコン・建設会社における建築以外の建設事業。
主な種類に道路整備、各種トンネル構築、港湾築港や改築、鉄道敷設、運河造成、河川・海岸・治山・治水・砂防などの事業やダム事業・河川総合開発事業、水田開発、疏水事業、管材土木事業、電源開発事業、川の流路変更（治水事業）、堤防建設、水路建設・修復、海浜・海岸埋め立てや山野の開墾、干拓、ため池の築造や補修などがあるが、震災復興事業の大半は土木事業が占める。歴史的にもイェータ運河、難波の堀江やマクペラの洞穴などの例があり、仁徳天皇古墳築造や茨田堤の築造は、日本最初の大規模土木事業だったとされる。
その他、農林水産業の分野では、農業分野のルーラル・エンジニアリング事業は農業土木事業と呼ばれ、関連団体に農業土木事業協会がある。林業分野ではわかやま森林と緑の公社などや森林コンサルタントなどが行う森林に関するエンジニアリング事業は森林土木事業と呼ばれる。水産分野では水産資源の移植、海洋種苗移植技術、漁業者による磯焼け対策、藻礁開発、海藻の着生、藻場分布調査、沖合漁場整備、増殖場・核藻場造成、礁開発・人工動揺基質開発、漁場改善、などは水産土木事業として行われ、関連学会に日本水産工学会などがある。
土木学会の目的は、「土木工学の進歩および土木事業の発達ならびに土木技術者の資質向上を図り」とし、名誉会員は、土木工学又は土木事業に関する功績が特に顕著である会員に贈られる称号である。建設コンサルタントに関する昭和34年1月、建設省事務次官通達は、「土木事業に係わる設計業務などを委託する場合の契約方式等について」としている。土木事業の代表例は国土交通省・地方整備局の直轄土木工事の施工や管轄府県土木工事などの公共事業で、江戸時代には土木事業を普請、建築事業を作事と読んでいた。
土木事業費とは、土木事業を行う費用をいう。土木計画学では土木事業計画という分野がある。

## 人物
- 角倉素庵-江戸時代初期の土木事業家
- 津田永忠
- クフ
- 稲葉信通
- 閻立本
- 相良頼福
- 煬帝-揚州八怪など大規模な土木事業を
- 萩御殿
- 砂村新左衛門
- 道昭-各地で土木事業を行ったとされる
- 高碕達之助-大型重機を使う工事はその後の土木事業に大きな影響を与えた
- 景徳王-寺の修築など鎮護国家のため、土木事業を大いに行なったことが伝えられている
- ウィリアム・ペティ-貧民対策として公共土木事業に労働者を投入すべきことを提言。小さな政府
- 谷正倫-水利建設や農・林・牧業振興、土木事業を展開

## 例
- 救済土木事業
- 会津三方道路などの土木分野の公共事業
- 時局匡救事業
- 前橋市#土木事業
- 野中兼山#土木事業
- 始皇帝#大土木事業
- 太田川#明治から昭和初期にかけての河川事業
- 農業土木分野の救農土木事業
- 客土#土木事業